# Белен (Нариньо)
Белен (исп. Belén) — город и муниципалитет на юго-западе Колумбии, на территории департамента Нариньо. Входит в состав провинции Рио-Майо.

## История
Поселение, из которого позднее вырос город, было основано в 1837 году. Муниципалитет Белен был выделен в отдельную административную единицу 20 января 1986 года.

## Географическое положение

Муниципалитет Белен

Город расположен в восточной части департамента, в горной местности Центральной Кордильеры, на расстоянии приблизительно 48 километров к северо-востоку от города Пасто, административного центра департамента. Абсолютная высота — 2627 метров над уровнем моря.
Муниципалитет Белен граничит на севере и северо-западе с территорией муниципалитета Колон, на востоке — с муниципалитетом Ла-Крус, на юге — с муниципалитетом Сан-Бернардо, на юго-западе — с муниципалитетом Сан-Педро-де-Картаго, на западе — с муниципалитетом Ла-Уньон. Площадь муниципалитета составляет 48 км².

## Население
По данным Национального административного департамента статистики Колумбии, совокупная численность населения города и муниципалитета в 2024 году составляла 6636 человек.
Динамика численности населения муниципалитета по годам:
| 2005 | 2010 | 2015 | 2020 | 2021 | 2022 | 2023 | 2024 |
| ---- | ---- | ---- | ---- | ---- | ---- | ---- | ---- |
| 6587 | 7046 | 7518 | 6474 | 6533 | 6595 | 6621 | 6636 |

Согласно данным переписи 2005 года мужчины составляли 49,6 % от населения Белене, женщины — соответственно 50,4 %. В расовом отношении белые и метисы составляли 99,8 % от населения города; негры, мулаты и райсальцы — 0,2 %.
Уровень грамотности среди всего населения составлял 96 %.

## Экономика
Белен известен своим кожевенным производством. Другой значимой отраслью экономики является сельское хозяйство.
38,5 % от общего числа городских и муниципальных предприятий составляют предприятия торговой сферы, 31,5 % — предприятия сферы обслуживания, 29,2 % — промышленные предприятия, 0,8 % — предприятия иных отраслей экономики.